# Taken for a Fool
Taken for a Fool è un singolo del gruppo rock statunitense The Strokes, pubblicato nel 2011 ed estratto dall'album Angles.

## Tracce
1. Taken for a Fool – 3:25
2. Taken for a Fool (Live From Madison Square Garden) (feat. Elvis Costello) – 3:37